# Ebuliometr

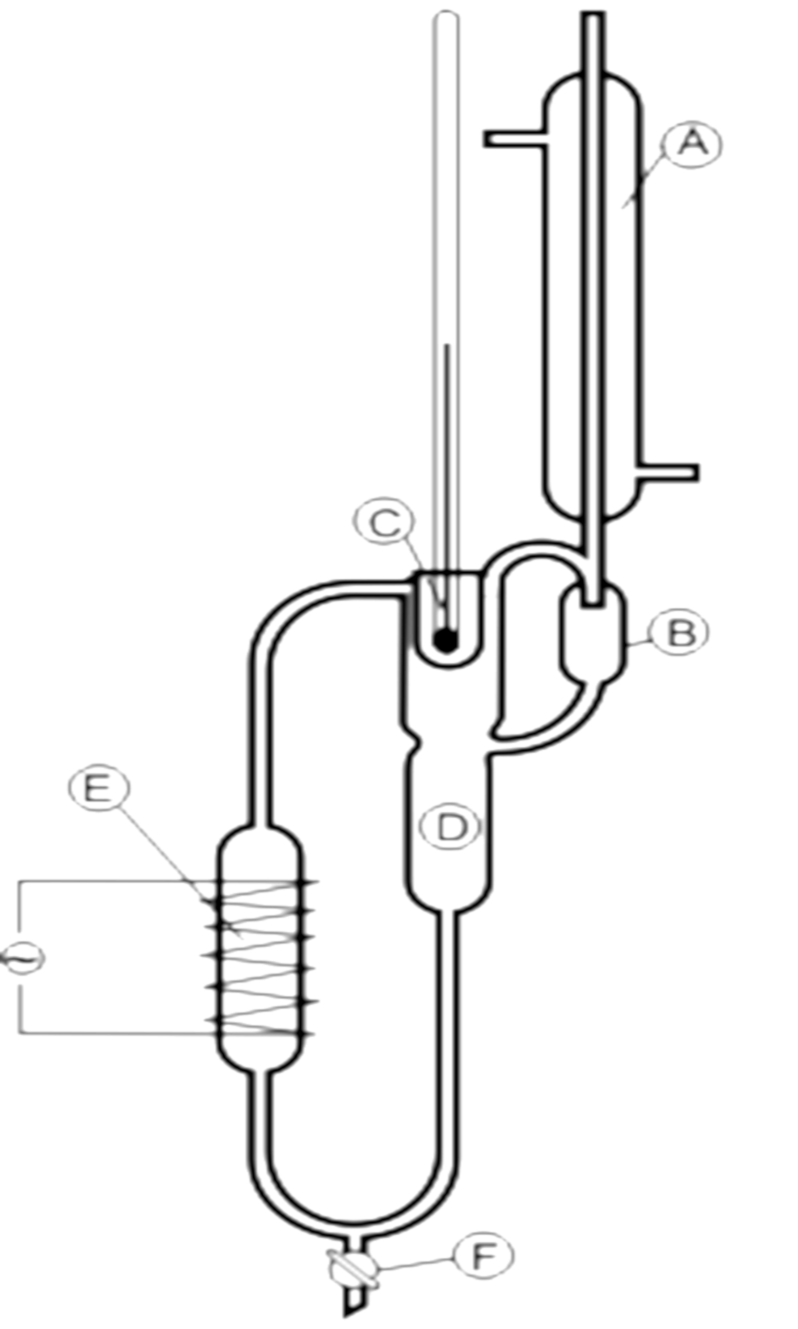
Ebuliometr Świętosławskiego. A) chłodnica zwrotna, B) kroplomierz, C) gniazdo termometru, D) bańka, E) zbiorniczek ogrzewany spiralą grzejną, F) zawór spustowy

Ebuliometr – przyrząd do oznaczania temperatury wrzenia, skonstruowany przez Wojciecha Świętosławskiego.
Aparat ten umożliwia wyznaczenie temperatury wrzenia z dokładnością do 0,001 °C. Zbudowany jest z szerszej rurki z grzejnikiem (E), naczynia(D), rozszerzenia z wtopioną probówką przystosowanym do umieszczenia termometru(C), rurki łączącej oba ramiona, chłodnicy zwrotnej(A), kroplomierza(B) i kranika spustowego(F).
Dolną część ebuliometru wypełnia się cieczą badaną. Za pomocą grzejnika nawiniętego na rurkę doprowadza się ciecz do wrzenia. Wytworzona para wyrzuca energicznie ciecz przez rurkę na gniazdo termometryczne. Termometr mierzy w tych warunkach temperaturę  wrzenia. Wyrzucona z rurki ciecz spływa do naczynia, a para do chłodnicy i ulega skropleniu. Powstała ciecz spływa przez kroplomierz do naczynia.